# Eupithecia caeruleata
Eupithecia caeruleata là một loài bướm đêm trong họ Geometridae.